# Parque Burnside (Providence)
Burnside Park es un pequeño parque situado en el Downtown de Providence, la capital de Rhode Island (Estados Unidos), junto a la Plaza Kennedy. Lleva el nombre de Ambrose Burnside, un general de Rhode Island en la Guerra de Secesión. Una estatua ecuestre de Ambrose Burnside fue erigida a fines del siglo XIX y se encuentra en el centro del parque.

## Historia
"Burnside Park" se conocía originalmente como City Hall Park. Parte del parque actual está ubicado en el terreno que anteriormente formaba parte de Cove Basin. El resto se compró a Old Colony Railroad Company y a New York and New England Railroad Companies. El parque se inauguró en 1892 y se ajardinó luego de la finalización de Union Station en 1898. La escultura monumental se agregó en la primera década del siglo XX, incluido el restablecimiento del retrato ecuestre del general Ambrose E. Burnside (1887, Launt Thompson, escultor) de Exchange Place en 1906.
Burnside Park fue la ubicación del campamento del Movimiento Occupy Providence (inspirado en el movimiento Occupy Wall Street en la ciudad de Nueva York) durante el otoño de 2011.

## Obras de arte

### Fuente Bajnotti
La pieza central del parque es la Fuente Bajnotti, esculpida en 1902 por Enid Yandell. En el momento de su construcción, se la conocía como la fuente conmemorativa de Carrie Brown. La fuente fue un regalo a la ciudad de Providence por parte del diplomático italiano Signor Paul Bajnotti. Fue encargado como un monumento a la esposa de Bajnotti, Carrie Mathilde Brown, hija de Nicholas Brown III, por quien también se nombra la Torre Carrie.

### Estatua de Burnside
Una estatua de bronce de 20 pies de altura del escultor irlandés-estadounidense Launt Thompson representa al gobernador, senador y general de la Guerra de Secesión de Rhode Island, Ambrose Burnside, a caballo. Una campaña pública recaudó 30 000 dólares para construir una estatua en honor a Burnside. La estatua fue inaugurada el 4 de julio de 1887. Fue restaurado a principios de 2015, como parte de una mejora general en el área del centro de la Plaza Kennedy.

## Galería

Fuente Bajnotti (1902), de Enid Yandell
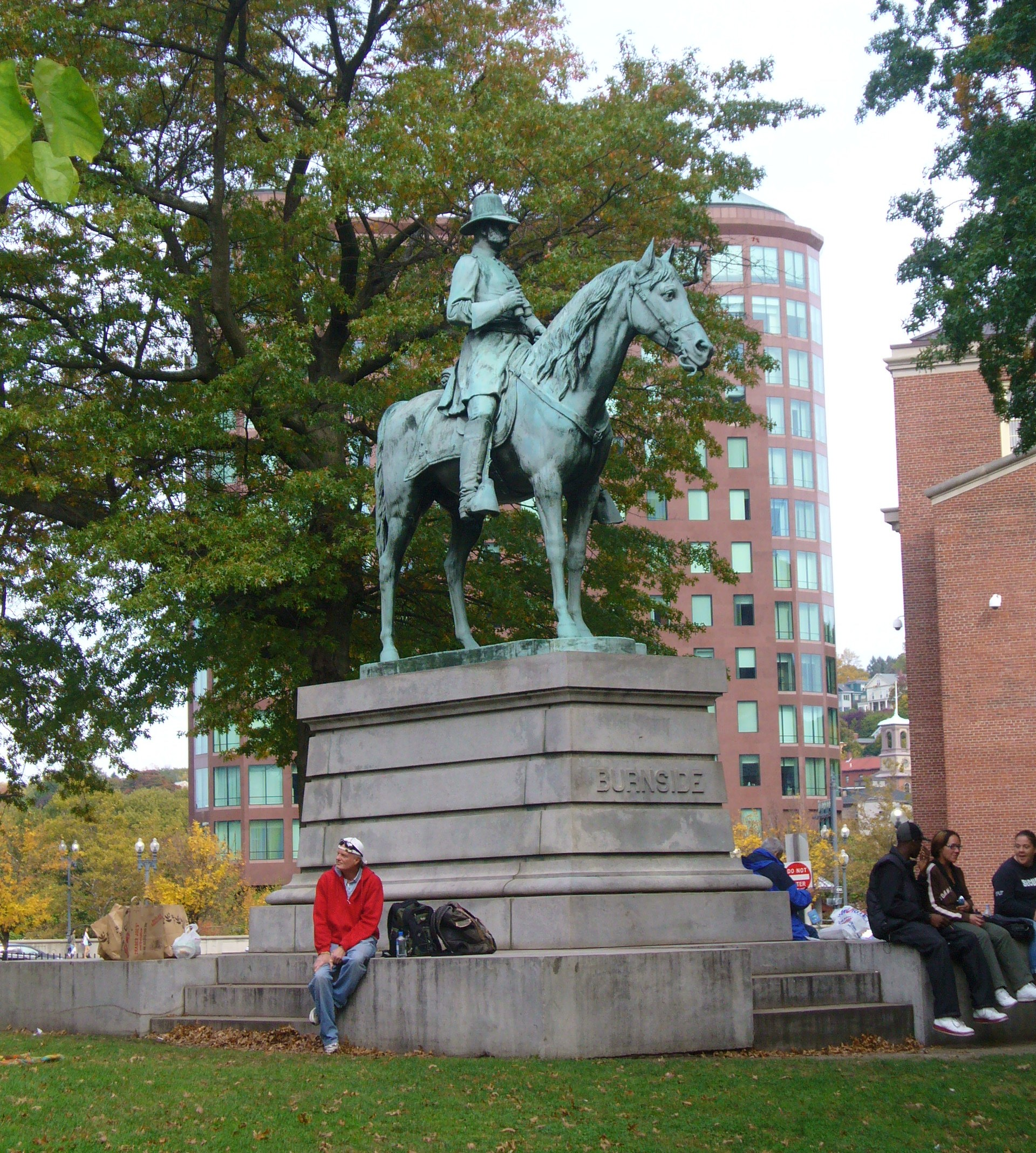
Estatua de Burnside (1887), de Launt Thompson
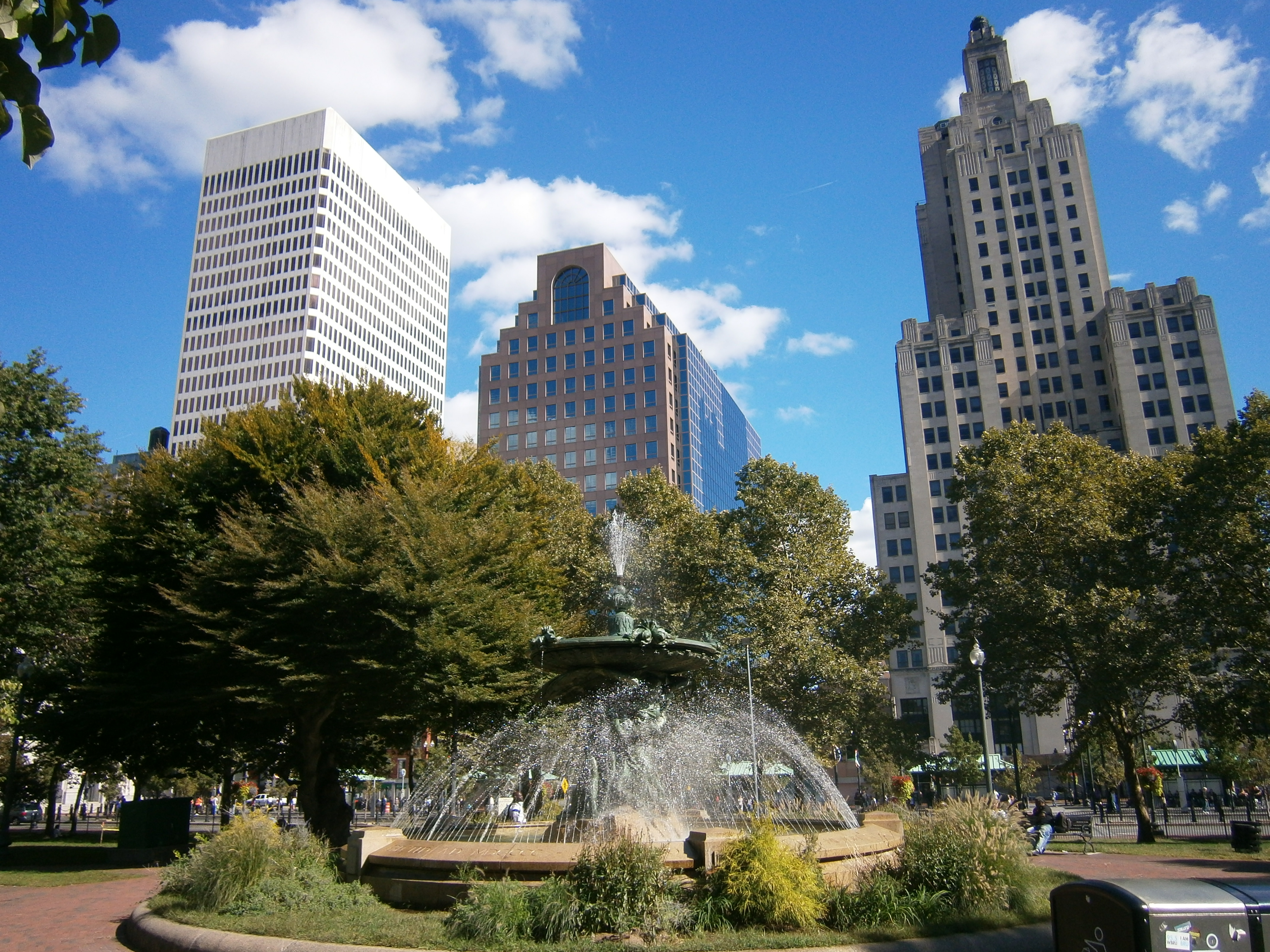
El skyline de Providence desde el parque